# 勒拿-安加拉高原
勒拿-安加拉高原（俄语：Лено-Ангарское плато）是俄羅斯的高原，位於伊爾庫茨克州南部安加拉河和基廉加河之間，長600公里、寬380公里，面積20,000平方公里，最高點海拔高度1,464米。